# Centre correctionnel métropolitain de New York
Ne doit pas être confondu avec Centre de détention métropolitain de Brooklyn.
Metropolitan Correctional Center, New York
Le centre correctionnel métropolitain de New York (en anglais : Metropolitan Correctional Center, New York ou MCC) est un centre de détention administratif fédéral des États-Unis situé dans le Civic Center du Lower Manhattan, à New York. Il est géré par le Bureau fédéral des prisons, une division du département de la Justice des États-Unis .
Des hommes et des femmes de tous les niveaux de sécurité sont incarcérés au MCC de New York. La plupart des prisonniers détenus au MCC sont poursuivis pour des affaires de droit commun devant la cour de district des États-Unis pour le district sud de l’État de New York. Des prisonniers purgeant de courtes peines y sont également incarcérés.
Le Los Angeles Times a déclaré que la prison est souvent appelée le « Guantanamo de New York », et The New York Times a déclaré que ses unités d'isolement administratif avaient des mesures de sécurité extrêmement sévères.

## Histoire
Ouvert en 1975 dans le Civic Center du Lower Manhattan, à New York, le centre correctionnel métropolitain de New York est le premier établissement géré par le Bureau fédéral des prisons à avoir été installé dans une installation de grande hauteur. L'établissement était techniquement une extension du Thurgood Marshall United States Courthouse avec lequel il était relié grâce à une passerelle piétonne.
Les détenus sont affectés à l'une des 10 unités de logement autonomes distinctes permettant de limiter les déplacements à l'intérieur de l'établissement. En 2002, il a été largement rapporté que le MCC de New York était gravement surpeuplé.
De nombreuses personnalités sont passées par le centre de détention lors de procédures judiciaires, y compris les patrons de la Famille Gambino, John Gotti et Jackie D'Amico , le trafiquant de drogue Frank Lucas, le fraudeur Bernard Madoff, les terroristes Omar Abdel Rahman et Ramzi Yousef, le trafiquant d'armes Viktor Bout ou encore le financier, homme d'affaires et le prédateur sexuel Jeffrey Epstein, qui y est mort en 2019. Après avoir été extradé aux États-Unis, le baron de la drogue mexicain Joaquín Guzmán y a également été détenu..
En mai 2015, Roberto Grant avait plaidé coupable d'avoir participé à une série de braquages dans des magasins de montres de luxe. Il attendait son jugement au Metropolitan Correctional Center, la prison fédérale du Lower Manhattan, lorsqu'il est décédé de mort violente. Une autopsie publiée un an et demi plus tard a qualifié la cause de son décès d'« indéterminée ». Mais les experts affirment qu'il s'agit d'un homicide.

### Mort de Jeffrey Epstein
Le 10 août 2019, le pédophile et trafiquant d'être humain Jeffrey Epstein est retrouvé mort vers 6h30 du matin, dans sa cellule à l’unité spéciale d'isolement (SHU), alors qu’il était en attente de son procès pour trafic sexuel de mineurs. Le médecin légiste de New York a conclu à un suicide par pendaison. Des enquêtes ultérieures de l’IG du DOJ ont mis en lumière de graves manquements dans la surveillance des gardiens, notamment des rondes falsifiées, mais ils ne sont pas poursuivis. Le 16 juillet 2025, le magazine Wired a révélé que 2 minutes et 53 secondes sont absentes de la vidéo de surveillance de la porte de la cellule de Jeffrey Epstein.
En mars 2020, les enquêteurs fédéraux ont découvert une arme chargée qui avait été introduite en contrebande dans l'installation[réf. nécessaire].
Le 26 aout 2021, le gouvernement américain a annoncé la fermeture de la prison après une série de problèmes révélés après le suicide de Jeffrey Epstein deux ans auparavant. Le Bureau fédéral des prisons a en effet décidé de fermer temporairement cette prison en raison de failles majeures de sécurité et d'une infrastructure délabrée. A la date de cette annonce, 233 détenus y étaient encore incarcérés. Ils ont été transférés dans d'autres prisons pendant le traitement des problèmes par les autorités. En juillet 2025, aucune réouverture n’est annoncée.

## Description
Le centre correctionnel est installé dans un immeuble de 12 étages situé au 150 Park Row dans le  Civic Center du Lower Manhattan. Au 1er février 2017, il comptait 796 détenus, hommes et femmes, ce qui est bien plus que sa capacité initiale de 449 places,.
L'établissement dispose : 
- d'une aile pour femmes,
- de sept ailes pour hommes du régime générale, six étant constituées de cellules et un d'un dortoir,
- d'une unité spéciale d'isolement (SHU : Special Housing Unit)
- d'une unité « Supermax » de haute sécurité.

Toutes les unités du régime général comprennent une salle de sport (sans poids), une cuisine (équipée de micro-ondes et d'accès à l'eau chaude) et cinq téléviseurs (un dans la salle de sport et quatre dans la zone commune). Les bureaux, les classes et les ordinateurs sont situés au deuxième étage de l'unité. La prison est en sous-effectif chronique.
Les détenus de l'aile 10-Sud sont enfermés dans des cellules individuelles 23 heures par jour et sont surveillées en permanence par des caméras de vidéosurveillance ayant des lumières allumées sans interruption,. Les prisonniers y sont maintenus isolés : leurs cellules sont équipées de douches, et le seul moment où ils sont emmenés hors de leurs cellules est pour faire de l'exercice dans une cellule intérieure. Aucune activité de plein air n'est autorisée. La plupart des prisonniers de l'aile 10-Sud sont soumis à des mesures administratives spéciales (en), qui restreignent sévèrement leurs communications avec les autres prisonniers et avec le monde extérieur.
L'aile 9-Sud abrite des détenus qui ont enfreint les règles de la prison, les nouveaux arrivants qui n'ont pas encore été médicalement autorisés pour la détention en régime générale et les détenus en détention préventive (en) (en anglais : Protective Custody (PC)). Les deux détenus d'une cellule sont menottés mains dans le dos à travers une fente à nourriture chaque fois que la porte de la cellule doit être ouverte[réf. nécessaire]. Les détenus sont escortés à la douche trois fois par semaine, toujours menottés,.

## Détenus notables
- Abou Hamza al Masri, religieux islamiste égyptien, condamné en 2014 pour avoir orchestré l'enlèvement d'occidentaux en 1998 au Yémen[18].
- Anas al-Liby, terroriste condamné pour son rôle dans les attentats des ambassades américaines en Afrique du 7 août 1998[19].
- Joaquín Guzmán, baron de la drogue, condamné pour narcotrafic à 30 ans de prison. Il est désormais détenu à la prison de haute sécurité ADX Florence[20].
- Ross William Ulbricht, opérateur américain, condamné à la réclusion criminelle à perpétuité.
- Jeffrey Epstein, homme d'affaires américain accusé d'abus sexuels sur mineurs, y est détenu à partir du 7 juillet 2019 dans l'attente de son procès[21]. Il est retrouvé pendu dans sa cellule le 10 août 2019[22],[23],[24].